# 巴纳斯塔斯
巴纳斯塔斯，是西班牙阿拉贡自治区韦斯卡省的一个市镇。总面积5平方公里，总人口188人（2001年），人口密度38人/平方公里。